# Newholm-cum-Dunsley
Newholm-cum-Dunsley est une paroisse civile du Yorkshire du Nord, en Angleterre.